# Abendpost (Frankfurt am Main)
Die Abendpost war eine überregionale Boulevardzeitung mit Redaktionssitz in Frankfurt am Main. Sie wurde seit dem 1. Oktober 1948 von dem Verleger der Offenbach-Post, Udo Bintz, herausgegeben. Ihr langjähriger Chefredakteur Emil Frotscher war während des Zweiten Weltkriegs Chefredakteur der Besatzungszeitung Deutsche Zeitung in den Niederlanden, stellvertretender Chefredakteur von deren Schwester Pariser Zeitung und zuletzt in Rolf Rienhardts Verwaltungsamt für die Ostzeitungen verantwortlich gewesen.
Im Dezember 1952 hatte die Abendpost nach einem deutlichen Anstieg eine Auflage von 181.390 Exemplaren erreicht. Kurt Pritzkoleit bescheinigte dem Blatt einige Jahre später in „Wem gehört Deutschland“ eine „prompte Nachrichtengebung [und] treffsichere politische Glossen“ sowie ein Feuilleton, dessen „Aktualität, Lebendigkeit und kritischer Mut der Abendpost eine Sonderstellung“ zugewiesen habe. Chef des Feuilleton war Willy H. Thiem, Beiträge stammten unter anderen von Thaddäus Troll und Werner Klippert. 1963 verkaufte Bintz die Zeitung an den Revue-Verleger Helmut Kindler und den Treuhänder der Konzentration GmbH (einen Zusammenschluss von SPD- oder SPD-nahen Zeitungen), Herbert Allerdt. Nachdem daraufhin Kindler der Redaktion nahegelegt hatte, für Willy Brandt als künftigen Bundeskanzler einzutreten, kündigten Frotscher und andere Redakteure, da sie befürchteten, die Zeitung auf einen SPD-Kurs ausrichten zu müssen. Kindler verkaufte später seine Anteile an Allerdt.
Die Abendpost wurde 1966 von der Frankfurter Societäts-Druckerei übernommen, die ihre seit September 1949 erscheinende Frankfurter Nachtausgabe mit der Abendpost zur Abendpost/Nachtausgabe zusammenlegte.